# Anestesisjuksköterska
En anestesisjuksköterska är en specialistsjuksköterska som har genomgått en specialistutbildning inom anestesi. En sådan sjuksköterska kallas även narkossjuksköterska. Anestesisjuksköterskan har ansvar för omvårdnaden av patienter som genomgår någon form av anestesi.

## Historik

### Den tidiga utbildningen
Förr i tiden var det oklart vilken yrkesgrupp som skulle stå för anestesin av patienter som skulle opereras. Oftast var det en vaktmästare eller ett vårdbiträde som under den opererande läkarens ansvar skötte anestesin. Den första narkossjuksköterskan som utbildades i Sverige utbildades på 1890-talet av Professor John Berg på serafimerlasarettet. Under 1930-talet togs detta arbete mer och mer över av operationssjuksköterskan. På denna tid fanns inte heller några anestesiläkare, utan all anestesi föll på kirurgens ansvar. 1940 tillsattes Sveriges första tjänst som anestesiläkare av Torsten Gordh på Karolinska sjukhuset. Strax därefter kom åter behovet av anestesisjuksköterskor fram i ljuset. 1950 startades utbildningen till anestesisjuksköterska. Sjuksköterskeutbildningen var då 3-3,5 år lång och under denna tid fick sjuksköterskeelever välja vilken specialistutbildning de ville ha. De som valde operationssjuksköterska kunde välja att antingen arbeta med anestesin eller traditionellt operationssjusköterskearbete. Efter ett års arbete som anestesisjuksköterska kunde de sedan söka till Statens institut för högre utbildning av sjuksköterskor SIHUS för att där läsa en fem månader lång utbildning inom anestesi. Den första utbildningen på SIHUS hölls 1956.

### Dagens utbildning
1966 förändrades utbildningen till att bli en fristående utbildning efter avslutad sjuksköterskeexamen. Den sökande var tvungen att ha arbetat som sjuksköterska i minst ett år för att vara behörig att söka. Utbildningen bestod till stor del av praktik.
Under 1980-talets början blev utbildningen så en påbyggnadslinje för anestesi och intensivvård. Utbildningen var på 40 veckor där teori och praktik varvades. Utbildningsplanen var densamma för hela landet och den skulle bygga på en vetenskaplig grund. Utbildningen var dock inriktad på både intensivvård och anestesi. För detta fick den massiv kritik av så väl sjuksköterskor, läkare som lärare. Detta medförde att den efter bara några år kom att göras om till två utbildningar, en för anestesi och en för intensivvård. 1997 blev den en akademisk utbildning och las under högskoleverket och 2001 blev den en specialistsjuksköterskeutbildning som leder till en skyddad yrkestitel.

## Anestesisjuksköterskans arbetsområde
Anestesisjuksköterskan ansvarar för patienter som genomgår någon form av anestesi, det vill säga är sövd, sederad eller genomgår någon form av regional anestesi. Anestesisjuksköterskans uppgifter är att säkerställa en fullgod andning och cirkulation och är specialist i att hantera luftvägar samt sviktande cirkulation. De söver patienter antingen ihop med en narkosläkare eller en annan anestesisjuksköterska och, i vissa fall,  ihop med undersköterska eller ensam.
Anestesisjuksköterskan finns oftast på operationsavdelningen men kallas även ut på andra delar av sjukhuset när det är dåliga patienter som behöver hjälp med andning och luftvägar. De kallas även ofta ut när andra sjuksköterskor av olika anledningar kan ha svårigheter med att få in en venös infart hos patienter. Ett litet antal tjänster för anestesisjuksköterskor är prehospitalt. Exempel på detta är att det oftast är anestesisjuksköterskor som arbetar i akutbil och ambulanshelikopter. Dessa tjänster kräver i regel att anestesisjuksköterskan har långvarig erfarenhet från en operationsavdelning.